# جيم ريفز
جيمس ترافيس «جيم» ريفز (بالإنجليزية: Jim Reeves)‏ (20 أغسطس 1923 - 31 يوليو 1964) هو مغني وكاتب أغاني أمريكي راحل لموسيقى الريف والبوب. كانت أغانيه تدخل قوائم أغاني الكانتري من الخمسينات وحتى الثمانينات، وأصبح معروفا كأحد أهم مؤدي موسيقى ناشفيل (خليط من موسيقى الكانتري القديمة مع عناصر من موسيقى البوب). وكان معروفا بلقب «جنتلمان جيم»، وظلت أغانيه تدخل القوائم لعدة سنوات بعد وفاته. مات ريفز في حادث تحطم طائرة خاصة. وهو عضو في كل من قاعة مشاهير موسيقى الريف وقاعة مشاهير موسيقى تكساس.

## السيرة

### النشأة والتعليم
ولد ريفز في جالواي، تكساس، وهو تجمع سكني ريفي صغير قرب كارثاغ عاصمة مقاطعة بانولا. فاز بمنحة دراسية رياضية في جامعة تكساس، والتحق بها لدراسة الخطاب والدراما، لكنه تركها بعد ستة أسابيع فقط للعمل في أحواض بناء السفن في هيوستن. سرعان ما عاد ريفز للبيسبول، ولعب في بطولات الدوري لأشباه المحترفين قبل التعاقد مع فريق سانت لويس كاردينالز خلال عام 1944 في موقع رامي باليد اليمنى. لعب في الدوري المصغر لثلاث سنوات قبل أن يصاب بقطع في العصب الوركي وهو يرمي، ما أنهى مسيرته الرياضية.

### مسيرته المبكرة
بدأ ريفز مسيرته كمذيع في الراديو، وكان يغني على الهواء بين الأغاني. تعاقد مع بضع شركات تسجيل صغيرة في تكساس خلال أواخر الأربعينات، ولكن من دون تحقيق أي نجاح. تأثر ريفز بفناني السوينغ الغربي مثل جيمي روجرز ومون موليكان، وكذلك المطربين الشعبيين مثل بينغ كروسبي، وإدي أرنولد، وفرانك سيناترا، ولم يمض وقت طويل حتى أصبح عضوا في فرقة مون موليكان وسجل بعض الأغاني على غرار أغاني موليكان مثل "Each Beat of my Heart" و "My Heart's Like a Welcome Mat" من أواخر الأربعينات إلى أوائل الخمسينات.
حصل في النهاية على وظيفة مذيع في محطة KWKH-AM في شريفبورت، لويزيانا، والتي كانت موطن البرنامج الإذاعي الشعبي لويزيانا هيرايد. ذكر مقدم البرنامج فرانك بيج، الذي كان قد قدم إلفيس بريسلي على البرنامج في عام 1954،  أن المغني سليبي لابيف تأخر عن فقرته وطلب من ريفز أن يحل بديلا عنه. (هناك أقوال أخرى، منها أقوال ريفز نفسه في مقابلة على ألبوم Yours Sincerely من إنتاج آر سي أيه فيكتور، تقول أن الغائب كان هانك وليامز).

### النجاح الأولي في الخمسينات
تضمنت نجاحات ريفز الأولى في موسيقى الكانتري "I Love You" (دويتو مع جيني رايت)، "Mexican Joe"، و "Bimbo" والتي تصدرت قائمة بيلبورد لأغاني الكانتري عام 1954، وغيرها من الأغاني التي سجلها مع علامات فابور وأبوت. وأصدر ألبومه الأول من خلال تسجيلات أبوت في نوفمبر 1955، «جيم ريفز يغني» (أبوت 5001)، الذي كان الألبوم الوحيد الذي أصدرته الشركة. وكان قد وقع في فترة سابقة من السنة عقد تسجيل لمدة 10 سنوات مع آر سي أيه فيكتور عن الطريق المنتج ستيف شولز. في نفس السنة انضم إلى برنامج غراند أول أوبري ظهر في برنامج أوزارك جوبيلي، حيث كان مقدما احتياطيا بين مايو ويوليو 1958.
كان ريفز يغني في اسطواناته الأولى بالأسلوب الصاخب والذي شائعا في موسيقى الكانتري في ذلك الوقت. ثم أخفض صوته، وذلك باستخدام طبقة صوتية أدنى وقام بتقريب شفتيه من الميكروفون، رغم أن شركة آر سي أيه احتجت في البداية على الأمر. استخدم هذا الاسلوب عام 1957 في أغنية عن الحب المفقود بعنوان «أربعة جدران» Four Walls، وأعدت لمغنية أنثى في الأصل، وسانده المنتج تشيت أتكينز في الأمر. حققت الأغنية نجاحا كبيرا، وتصدرت قائمة أغاني الكانتري، ووصلت للمركز 11 على قائمة أغاني البوب. ساعد هذا الأمر ريفز في بدء نمط جديد من موسيقى الكانتري، وذلك باستخدام الأوركسترا الوترية بما عرف باسم موسيقى ناشفيل.
أصبح ريفز معروفا كمطرب بصوته الباريتون الخفيف. وأصدر أغاني مثل «أديوس أميغو» Adios Amigo، «مرحبا في عالمي» Welcome to My World، و «هل أنا أفقدك؟» Am I Losing You? والتي رسخت مكانته بين مغني طبقة الباريتون. وكانت أغانيه عن عيد الميلاد مفضلة بين الجمهور، منها "C-H-R-I-S-T-M-A-S"، «عيد ميلاد حزين» Blue Christmas و «بطاقة عيد ميلاد قديمة» An Old Christmas Card. كما مسؤولا أيضا عن تعميم العديد من الأغاني الإنجيلية، بما في ذلك «نحن نشكرك» We Thank Thee، «خذ يدي أيها الرب الكريم» Take My Hand, Precious Lord، «عبر الجسر» Across The Bridge، «لن نشيخ أبدا» Where We'll Never Grow Old وغيرها الكثير.

### بداية الستينات والشهرة الدولية
حقق ريفز أكبر نجاح له بأغنية “عليه أن يذهب” He'll Have to Go من تأليف جو أليسون،  وتصدرت قوائم أغاني الكانتري والبوب وتلقت تصنيف البلاتين. أصدرت الأغنية في أواخر عام 1959، وتصدرت قائمة أغاني الكانتري على مجلة بيلبورد في 8 فبراير 1960، وظلت في المركز الأول لمدة 14 أسبوعا متواصلا. وأشار مؤرخ موسيقى الكانتري بيل مالون أنه في حين أن الأغنية تتبع النمط التقليدي في نواح كثيرة، فإن التوزيع والجوقة الصوتية تضع الأغنية في نمط الكانتري بوب. في عام 1963، أصدر ألبومه الشهير «اثني عشر أغنية لعيد الميلاد» Twelve Songs of Christmas، والذي قدم أغانيه المعروفة عن عيد الميلاد.
قال منتج آر سي أيه تشيت أتكينز في مقابلة مع المقدم واين فورسايث عام 1975 «أراد جيم أن يغني بطبقة التينور ولكني أردت له أن يغني بطبقة الباريتون... كنت على حق، وبعد أن غير صوته إلى طبقة أعمق، حظي بشعبية كبيرة.» في هذا الوقت ارتفعت شعبية ريفز في العالم وتجاوزت شعبيته في الولايات المتحدة، ما ساعد على ترويج موسيقى الكانتري في جميع أنحاء العالم لأول مرة.

#### جنوب أفريقيا
حظي ريفز بشعبية في جنوب أفريقيا في أوائل الستينات فاقت شعبية إلفيس بريسلي وسجل عدة ألبومات باللغة الأفريكانية. قام بجولة هناك عام 1963، وظهر في فيلم من جنوب افريقيا بعنوان كيمبرلي جيم. أصدر الفيلم مع مقدمة وخاتمة خاصتين في دور السينما في جنوب أفريقيا بعد موت ريفز، مشيدين له كونه صديقا حقيقيا للبلاد. الفيلم من إنتاج وإخراج وتأليف إميل نوفال.
كان ريفز أحد ثلاثة فنانين أصدروا ألبومات هناك، حيث أصدر ألبوما يعمل بسرعة 16⅔ دورة في الدقيقة والتي لم تكن تستعمل بكثرة. كان هذا النظام غير الاعتيادي أكثر ملاءمة لتسجيلات الحديث والخطابات ولم يعد يستخدم في الموسيقى. وكان الفنانان الوحيدان اللذان أصدرا مثل هذه الألبومات في جنوب أفريقيا هما إلفيس بريسلي وسليم ويتمان.

#### بريطانيا وايرلندا
قام ريفز بجولة في بريطانيا وأيرلندا خلال عام 1963 بين جولتيه في جنوب أفريقيا وأوروبا. كان ريفز في أيرلندا من 30 مايو إلى 19 يونيو 1963، منها جولة في القواعد العسكرية الأمريكية بين 10-15 يونيو. غنى ريفز في معظم مقاطعات أيرلندا، وإن كان يختصر عروضه أحيانا لأنه لم يكن راضيا على البيانو. أعرب ريفز في مقابلة مع مجلة سبوتلابت في 6 يونيو 1963، عن مخاوفه بشأن الجدول الزمني للجولة وحالة البيانو، لكنه قال انه سعيد بالجمهور.
أقيم له استقبال صحفي في نزل شانون شامروك ونظمه توم موناغان من قلعة بونراتي في مقاطعة كلير. وغطت مجلة بيلبورد أيضا الجولة. وأصدرت أغنيته المنفردة Welcome to My World من قبل شركة آر سي أيه فيكتور خلال يونيو 1963، وتم توزيعها في أيرلندا من قبل شركة التسجيلات الأيرلندية المحدودة. وتصدرت القوائم عندما كان ريفز في الجولة.
رقص ريفز في عدة أماكن في أيرلندا، ومنها رقصته في قاعة مايفير في كيلكيني أمام 1700 حاضر. كما غنى ريفز قاعة بافيسي في 7 يونيو 1963، وسجل أنه لم يظهر على المسرح على قاعة دياموتد في كيلتيماه، مقاطعة مايو ما يدل أن الجولة سارت في مناطق مختلفة.
خطط ريفز لتسجيل ألبوم من الأغاني الأيرلندية الشعبية، وتصدرت ثلاث من أغانيه قائمة الأغاني في أيرلندا بين عامي 1963 و 1964: «مرحبا بك في عالمي» Welcome to My World، «آي لاف يو بيكوز»، و «أنا لن أنساك» I Won't Forget You. (بيع من الأخيرتين 860,000 و750,000 نسخة على التوالي في بريطانيا وحدها، باستثناء أيرلندا). ودخلت 11 أغنية من أغاني ريفز في قائمة الأغاني الأيرلندية من عام 1962 إلى 1967. كما سجل أغنيتين شعبيتين من ايرلندا، «داني بوي» و «مورين». وكانت أنجح أغانيه هناك «عليه أن يذهب» He'll Have to Go، والتي تصدرت قائمة الأغاني البريطانية لعدة أشهر خلال عام 1960. وكان أحد أشهر الفنانين في أيرلندا، وكانت شهرته توازي فنانين مثل البيتلز، وإلفيس وكليف ريتشارد.
سمح له الاتحاد الأيرلندي للموسيقيين بأن يؤدي في البلاد على شرط أن يشارك وضع اسمه مع الفرق الأيرلندية. لم يسمح له الاتحاد البريطاني للموسيقيين بالغناء في البلاد لعدم وجود اتفاق يسمح للفرق البريطانية للسفر إلى أمريكا في مقابل أن يعزف فريق بلو بويز في بريطانيا. إلا أن ريفز قام بالغناء في برامج الإذاعة والتلفزيون البريطانية.

#### النرويج
غنى ريفز في الساحة الرياضية في نيوردهالن، أوسلو في 16 أبريل 1964 مع بوبي بير، تشيت أتكينز، فرقة بلو بويز وفرقة أنيتا كير. أدوا حفلتين؛ وقد تم عرض الحفلة الثانية على التلفزيون وسجلتها شبكة NRK النرويجية (Norsk Rikskringkasting، والتي كانت الوحيدة فقط في النرويج وقتها). لكن لم يتم تسجيل الحفل كاملا، بما في ذلك بعض من أغاني ريفز الأخيرة. ويقال أنه من بين ما غناه في هذه الفقرة «أنتِ الشيء الوحيد الجيد» You're the Only Good Thing. وأعيد عرض هذا البرنامج على محطة NRK عدة مرات على مر السنين.
حققت عدة من أغانيه النجاح في النرويج، ومنها أغنيتا “He'll Have to Go" و “I Love You Because”، التان تصدرتا قائمة في جي ليستا في النرويج لعدة أسابيع. وظلت ألبوماته متواجدة في المراكز العشرين الأوائل لما مجموعه 696 أسبوعا، ما جعله أحد أكثر الفنانين شعبية في تاريخ النرويج.

### آخر جلسة تسجيل
في آخر جلسة تسجيل مع آر سي أيه فيكتور، قام ريفز بتسجيل أغاني «ميك ذا ورلد غو أواي»، «ميسينغ يو» Missing You، و«إز إت ريلي أوفر» Is It Really Over وعندما انتهت الجلسة وتبقى منها بعض الوقت الزائد، اقترح ريفز تسجيل أغنية أخرى، وسجل أغنية «آي كانت ستوب لافينغ يو»، لتكون آخر أغنية يسجلها على آر سي أيه. إلا أنه قام بتسجيل أغنية أخرى لاحقا في استوديو صغير في منزله. وسجل أغنية I'm a Hit Again في أواخر يوليو 1964، قبل بضعة أيام من وفاته، وسجلها وحده واستخدم غيتاره الصوتي فقط. لم تقم شركة آر سي أيه بإصدار التسجيل (لأنه كان تسجيلا منزليا وليس مملوكا من قبل الشركة)، ولكنه ظهر في عام 2003 كجزء من مجموعة من أغاني ريفز غير المصدرة والتي أصدرتها شركة فويس ماسترز VoiceMasters.

### الحياة الشخصية
تزوج جيم ريفز من ماري وايت في 3 سبتمبر 1947. لم ينجب الزوجان أي أطفال إذ أن جيم ريفز كان عقيما.

### الوفاة
في 31 يوليو 1964، انطلق ريفز مع شريكه في العمل والمدير دين مانويل (وهو أيضا عازف البيانو في فرقة ريفز) من بيتسفيل، أركنساس، في طريقه إلى ناشفيل في طائرة ذات محرك واحد من طراز بيتشكرافت ديبونير، وكان ريفز في موقع القيادة. وكان الاثنان قد حصلا على صفقة على بعض العقارات (حاول ريفز دون نجاح أن يشتري عقارا من عائلة لاغرون في ديدوود، تكساس، شمال مسقط رأسه في غالاوي).
واجه الفريق عاصفة رعدية عنيفة وهما يحلقان فوق برينتوود، تينيسي. وأظهر التحقيق لاحقا ان الطائرة علقت في عاصفة وأن ريفز عانى من ارتباك مكاني. ذكرت أرملة المغني، ماري ريفز (1929-1999)، وربما عن غير قصد، أنه كان يحلق بالطائرة رأسا على عقب، وافترضت أنه كان يحاول الارتفاع للابتعاد عن العاصفة. إلا أن لاري جوردان، مؤلف سيرة “جيم ريفز: قصته غير المروية" عام 2011، فند هذا السيناريو عن طريق شهود العيان الذين تكلموا مع محققي التحطم الذين رأوا الطائرة فوقهم قبل الحادث مباشرة، وأكدوا أن طائرة ريفز لم تكن مقلوبة. كتب جوردان بشكل موسع حول الأدلة الجنائية (بما في ذلك شريط برج المراقبة وتقرير الحادث)، وأشارت إلى أنه بدلا من الاتجاه يمينا لتفادي العاصفة (كما أشار عليه المراقب)، اتجه ريفز يسارا في محاولة لتتبع طريق فرانكلين إلى المطار، وبهذا توغل أكثر داخل المطر. انشغل ريفز بمحاولة إعادة توازن الطائرة مع مستوى سطح الأرض، ما جعل سرعة الطائرة منخفضة للغاية ثم توقفت. في تلك اللحظة اعتمد ريفز على غرائزه أكثر من تدريبه، وتشير الأدلة إلى أنه وضع الطائرة بكامل قوتها وسحب النير قبل تسوية الجناحين، وهو خطأ قاتل ولكنه شائع، ما تسبب بجعل الطائرة تتوقف وتدور، وكان ارتفاعه منخفضا بحيث لم يتمكن من استعادة توازنه. ذكر جوردان أنه وفقا لشريط البرج، فقد دخل ريفز في المطر في الساعة 4:51 مساء وتحطم بعد دقيقة واحدة فقط، في الساعة 4:52 مساء.
عثر على حطام الطائرة بعد نحو 42 ساعة، واكتشف أن محرك وأنف الطائرة دفنا في الأرض بأثر التحطم. وكان موقع التحطم في منطقة الغابات شمال وشمال شرق برنتوود قريبا من تقاطع طريق باكستر لين ودائرة فرانكلين، إلى الشرق من الطريق السريع 65، وجنوب غرب مطار ناشفيل الدولي حيث أراد ريفز الهبوط.
في صباح 2 أغسطس 1964، أجريت عملية بحث مكثفة من عدة أطراف (شملت العديد من أصدقاء ريفز مثل إرنست تاب ومارتي روبينز) وعثر على جثة المغني وجثة دين مانويل في حطام الطائرة، وفي الساعة 1:00 ظهرا بالتوقيت المحلي، أعلنت المحطات الإذاعية في جميع أنحاء الولايات المتحدة وفاة ريفز رسميا. سافر الآلاف من الناس ليقدموا تعازيهم في جنازته بعد يومين. تم تزيين التابوت بزهور من المعجبين، وسير به في شوارع ناشفيل قبل أن يوضع في مثواه الأخير قرب كارتاج، تكساس.

## الإرث

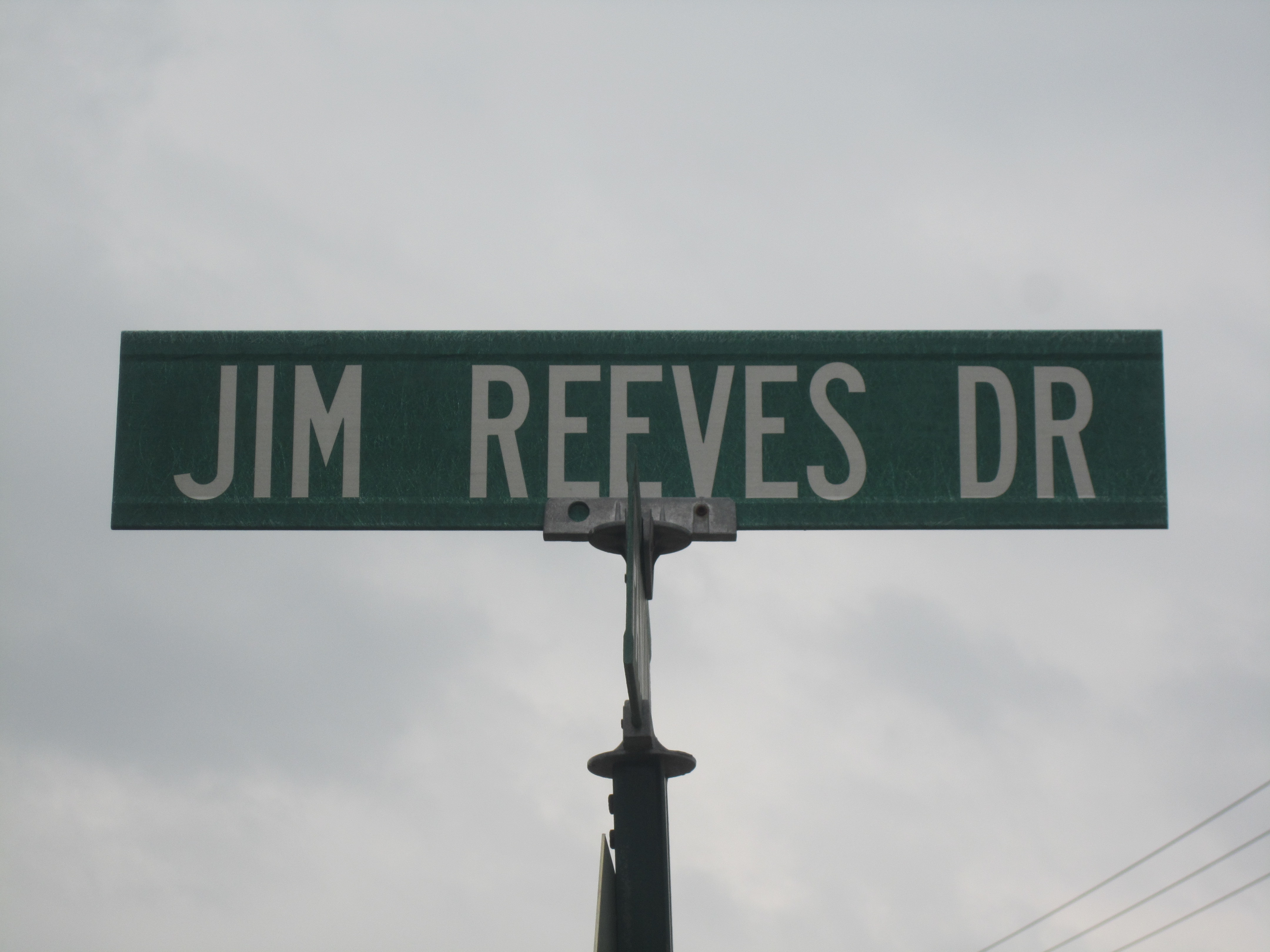
شارع جيم ريفز قرب قاعة مشاهير موسيقى الكانتري في تكساس في كارتاج، تكساس

وضع ريفز بعد وفاته في قاعة مشاهير موسيقى الريف عام 1967، التي أكرمته بالقول، «أسلوب جنتلمان جيم ريفز المخملي كان له نفوذ عالمي. جلب صوته الغني الملايين من المعجبين الجدد لموسيقى الكانتري من كل ركن في هذا العالم. ورغم أن حياته انتهت بتحطم طائرته، فستذكره الأجيال القادمة باعتباره أحد أهم الفنانين في عالم موسيقى الكانتري».
ووضع ريفز في قاعة مشاهير موسيقى الريف في تكساس في كارتاج، تكساس في عام 1998، حيث يقع نصب جيم ريفز التذكاري.

### الإصدارات بعد وفاته
واصلت أغاني ريفز تحقيق مبيعات جيدة، سواء السابقة منها، وكذلك الألبومات الجديدة التي صدرت بعد وفاته. وقامت أرملته ماري بوضع الأغاني غير المصدرة مع الإصدارات السابقة (وذلك بوضع وصلات عزف حديثة مع غناء ريفز الأصلي) لإنتاج سلسلة منتظمة من الألبومات «الجديدة» بعد وفاة زوجها. كما أدارت أيضا متحف جيم ريفز في ناشفيل من منتصف السبعينات وحتى عام 1996. وقالت ماري في مقابلة على إحدى مجلات موسيقى الكانتري في الذكرى الخامسة عشرة لوفاة جيم، «رحل زوجي جيم ريفز؛ أما جيم ريفز الفنان سيظل حيا».
سجل ريفز أغنية «طبول بعيدة» والتي تصدرت قائمة الأغاني البريطانية لخمسة أسابيع، وتفوقت في المنافسة على أغاني البيتلز مثل «الغواصة الصفراء» و «إليانور ريغبي»، وأغنية ليتل فيسز، «إيفريثينغ أور نوثينغ». بقيت الأغنية ضمن الأربعين الأوائل في المملكة المتحدة لمدة 45 أسبوعا وكما تصدرت قائمة بيلبورد لأغاني الكانتري في أمريكا. في الأصل، سجلت الأغنية في الأصل كنسخة تجريبية لمؤلفتها، سيندي ووكر، ولم يعتبرها المنتج تشيت أتكينز وشركة آر سي أيه فيكتور مناسبة للإصدار العام. إلا أن الشركة قررت إصدارها عام 1966، حيث ظهر أنه بالإمكان تسويق الأغنية بسبب الحرب في فيتنام. صنفت الأغنية بأنها أغنية السنة في المملكة المتحدة لعام 1966، وأصبح ريفز أول فنان أمريكي ينال هذه الجائزة. في ذلك العام نفسه، قام المغني ديل ريفز (لا علاقة بينهما) بتسجيل ألبوم تكريمي له.
في عام 1980، حقق ريفز النجاح في دويتو آخر بعد وفاته مع نجمة موسيقى الكانتري الراحلة باتسي كلاين، في أغنيتين هما «هاف يو إيفر بين لونلي» و «آي فول تو بيسز»، رغم أن الاثنين لم يسجلا معا خلال حياتها القصيرة. قام المنتجان تشيت أتكينز وأوين برادلي بأخذ تسجيلين منفصلين من جلسات التسجيل الرئيسية، وقاموا بمزامنة الأصوات ووضع خلفية موسيقية أحدث.
واصلت ألبومات ريفز التجميعية تحقيق المبيعات. وصل ألبومه «المجموعة النهائية» The Definitive Collection إلى المركز 21 في قائمة الألبومات في المملكة المتحدة خلال يوليو 2003، وألبوم «ميموريز آر ميد أوف ذيس» وصل إلى المركز 35 خلال يوليو 2004. كما أنتجت شركة بير فاميلي ريكوردز مجموعة اسطوانات سي دي من 16 قرص مكون من تسجيلات ريفز مع مجموعات أصغر من تسجيلات البث الإذاعي والعروض. كما أصدرت الشركة خلال عام 2007، مجموعة بعنوان Nashville Stars on Tour، بها مواد سمعية وبصرية من جولة آر سي أيه الأوروبية خلال أبريل 1964 والتي شغل فيها ريفز مكانة بارزة.
منذ عام 2003، أصدرت شركة VoiceMasters ومقرها الولايات المتحدة أكثر من 80 تسجيلا لريفز لم يصدر من قبل. ومن بينها أغنية "I'm a Hit Again"، وهي آخر أغنية سجلها في قبوه قبل وفاته ببضعة أيام.
في عام 2009 أصدر ألبوم تجميعي بعنوان The Very Best of Jim Reeves ووصل إلى المركز السابع في قائمة ألبومات المملكة المتحدة في أواخر يونيو من تلك السنة.

### الهند وسريلانكا
يمتلك ريفز عددا من المعجبين في كل من الهند وسريلانكا منذ الستينات، وربما يعتبر أشهر المغنين باللغة الإنجليزية في سريلانكا. ومن معجبيه المعلم الروحي الهندي مهر بابا. وقد سجل بيت تاونسيند من فرقة ذا هو، وهو من أتباع مهر بابا، نسخته الخاصة من أغنية "There's a Heartache Following Me" في أول ألبوماته المنفردة Who Came First خلال عام 1972.

### التكريمات
ألفت الأغاني تكريما لريفز في الجزر البريطانية بعد وفاته. إحداها أغنية بعنوان «تحية لجيم ريفز» A Tribute to Jim Reeves من تأليف إدي ماسترسون وأداء المغني الأيرلندي لاري كانينغهام ودخلت قوائم الأغاني في بريطانيا وأيرلندا في يناير 1965، وبيع منها 250,000 نسخة. كما سجل فريق ديكسيلاندرز أغنية أخرى بنفس الاسم من تأليف ستيف لينش وسجلت خلال سبتمبر 1964، ودخلت قوائم الأغاني ايرلندا الشمالية خلال سبتمبر 1964. وتمت ترجمة أغنية ماسترسون وتسجيلها لاحقا بالهولندية.
في المملكة المتحدة، تم تأليف أغنية «سنتذكرك» We'll Remember You من تأليف جيف غودارد ولكن لم تصدر حتى عام 2008 على ألبوم هيوستن ويلز بعنوان "Now & Then: From Joe Meek To New Zealand". وظل ريفز فنانا ذا شعبية في أيرلندا وقدم العديد من الفنانين الأيرلنديين أغانيه في ألبوماتهم.
سجل فريق جيري جيري أند سانز أوف ريذم، وهو فريق روك بديل كندي يمزج عناصر من موسيقى السيرف والموسيقى الإنجيلية، والفنك، وموسيقي الغاراج والبانك، أغنية بعنوان «جيمي ريفز» على ألبومهم "Don't Mind If I Do" من عام 1992.
قدم مغني البلوز الأعمى روبرت برادلي (من فرقة بلاك ووتر سربرايز) تحية إلى ريفز في إصدار الألبوم من أغنيته Out of the Wilderness. ونقلت برادلي قوله «هذه الأغنية تعيدني إلى زمن عندما أردت أن أكون مغنيا وكاتب اغاني، حيث لم يكن لزاما على الموسيقى أن تكون مثل فرقة نيويورك فيلهارمونيك لتصبح حقيقية ... أردت أن أسجل اسطوانة وأكون نفسي وأغني مثل جيم ريفز».
اعتمد الممثل الكوميدي البريطاني فيك ريفز اسمه الفني من ريفز وفيك دامون، وهما فناناه المفضلان.
في الولايات المتحدة، أصدر ديل ريفز (لا علاقة بينهما) ألبوما بعنوان «ديل ريفز يغني جيم ريفز» عام 1966.
يظهر ابن شقيقه، جون ريكس ريفز، من حين لآخر على محطة RFD-TV في برنامج «ميدويست كانتري»، حيث يغنى أغاني عمه وغيرها من أغاني الكانتري المشهورة.

## قراءات أخرى
- Vinopal, David. – Jim Reeves. – أول ميوزيك
- Jim Reeves Discography. – LP Discography – Covers & Lyrics. – (US charted singles and albums)
- Bergan, Jon Vidar (2006). "Store Rock- Og Pop- Leksikon". – Big Rock and Pop Encyclopedia. – Kunnskapsforlaget, Oslo. – (UK charted singles)
- Gilde, Tore (1994). "Den Store Norske Hitboka". – The Big Norwegian Hit Book. – Exlex Forlag A/S, Oslo. – (Norway charted singles and albums)
- Rumble, John (1998). "Jim Reeves". – The Encyclopedia of Country Music. – Paul Kingsbury, Editor. – New York: Oxford University Press. – pp. 435–6. – ISBN 978-0-19-517608-7
- Stanton, Scott (2003). "Jim Reeves". – The Tombstone Tourist: Musicians. – New York: Simon & Schuster. ISBN 0-7434-6330-7
- Houston Wells (Official Myspace)

## وصلات خارجية
- "Jim Reeves: His Untold Story", 672-page biography by Larry Jordan
- Jim Reeves photos
- Jim Reeves Memorial in Carthage, Texas
- Jim Reeves at the Country Music Hall of Fame
- "The Jim Reeves Way" – Website with audio clips
- Jim Reeves fan club
- جيم ريفز على موقع IMDb (الإنجليزية)
- جيم ريفز على موقع ميوزك برينز (الإنجليزية)
- جيم ريفز على موقع إن إن دي بي (الإنجليزية)
- جيم ريفز على موقع أول ميوزيك (الإنجليزية)
- جيم ريفز على موقع ديسكوغز (الإنجليزية)
- جيم ريفز على موقع قاعدة بيانات الفيلم (الإنجليزية)
- جيم ريفز التسجيلات من ديسكاغز.كوم
- Jim Reeves Museum in Voxna, Sweden
- Large collection of Reeves information (Dutch)
- Jim Reeves European fan site
- Jim Reeves minor league stats